# 约翰·G·F·弗朗西斯
约翰·G·F·弗朗西斯（英語：John G.F. Francis，1934年—）是一名英国计算机从业者，曾于1961年独立发表了用于矩阵计算的QR算法。QR算法是20世纪最知名的算法之一，但弗朗西斯本人却被世人遗忘了近半个世纪。苏联女研究者芙拉·库布拉诺夫斯卡娅也曾于同年独立提出此算法。
1934年，弗朗西斯出生于英国伦敦。1954年，他在国家研究发展中心（National Research Development Corporation，简称“NRDC”）工作。1955年-1956年，他入读英国剑桥大学，但是没有拿到学位。之后他回到了NRDC，担任克里斯托弗·斯特雷奇的助理。他在这期间发明了QR变换算法。1961年，他离开NRDC，前往费兰迪公司工作。之后，又去了英国萨塞克斯大学。后来，他辗转于多家工业机构与咨询机构。他的兴趣方向覆盖人工智能、程序语言和系统工程，但是再也没有回到数值计算领域。
弗朗西斯自从1962年离开数值分析领域后，长期不曾知晓自己发明的算法会有多么重要。2007年，詹尼·戈卢布与弗兰克·伍里格（Frank Uhlig）好奇地联系上退休后闲居在英国霍夫（位于布莱顿附近）的他。得知QR算法早已享誉世界时，弗朗西斯对自己能做出重要成就而感到意外。此时的弗朗西斯身体还挺好，于是在2009年6月受邀前往在格拉斯哥举办一场纪念QR算法诞生50周年的小型纪念会（属于“第23届双周年数值分析大会”的一部分），并在会上作了开场发言。2015年7月，弗朗西斯获得了萨塞克斯大学颁发的荣誉博士学位。

## 延伸阅读
- Gene Golub; Frank Uhlig. . IMA Journal of Numerical Analysis. 2009, 29 (3): 467–485  [2018-08-01]. doi:10.1093/imanum/drp012. （原始内容存档于2013-04-15） （英语）.